# Kejawen Putih Tambak
Kejawen Putih Tambak is een bestuurslaag in het regentschap Soerabaja van de provincie Oost-Java, Indonesië. Kejawen Putih Tambak telt 6929 inwoners (volkstelling 2010).